# Lusinhac
Lusinhac (en francès Lusignac) és un municipi francès situat al departament de la Dordonya i a la regió de la Nova Aquitània.

## Demografia
| 1962                                       | 1968 | 1975 | 1982 | 1990 | 1999 | 2007 |
| ------------------------------------------ | ---- | ---- | ---- | ---- | ---- | ---- |
| 239                                        | 210  | 201  | 192  | 192  | 185  | 185  |
| Des de 1962: població sense dobles comptes |      |      |      |      |      |      |

## Administració
| Període   | Identitat       | Partit |
| --------- | --------------- | ------ |
| 2001-2002 | Claude Urizzi   |        |
| 2002-     | Marcel Gourdoux |        |